# Forças Terrestres da Polónia
Forças Terrestres da República Polaca ou Exército Polonês (em polonês: Wojska Lądowe, WL) são o ramo do exército das Forças Armadas da República da Polónia. Eles contêm atualmente cerca de 120 mil funcionários ativos e formam muitos componentes da União Europeia e implementações da OTAN em todo o mundo. A história registrada da exército polonês remonta há centenas de anos - desde o século X (veja a Lista de guerras da Polônia e História da Polónia) e o moderno exército da Polônia que foi formado após de 1918.

## Estrutura Organizacional
Em 2009, o Instituto Internacional de Estudos Estratégicos informou que as forças terrestres polonesas consistiam de dois corpos  sedes (a MNC-NE e segunda mecanizada), a 11ª Divisão de Cavalaria Blindada, três divisões mecanizadas (1 º, 12, e 16), duas brigadas de aeromóveis (6 e 25), dois regimentos de reconhecimento, duas brigadas de engenharia, duas brigadas de artilharia e dois regimentos de helicópteros de ataque.

Esboço do exército polonês em 2023 (clique para ampliar).

## Galeria

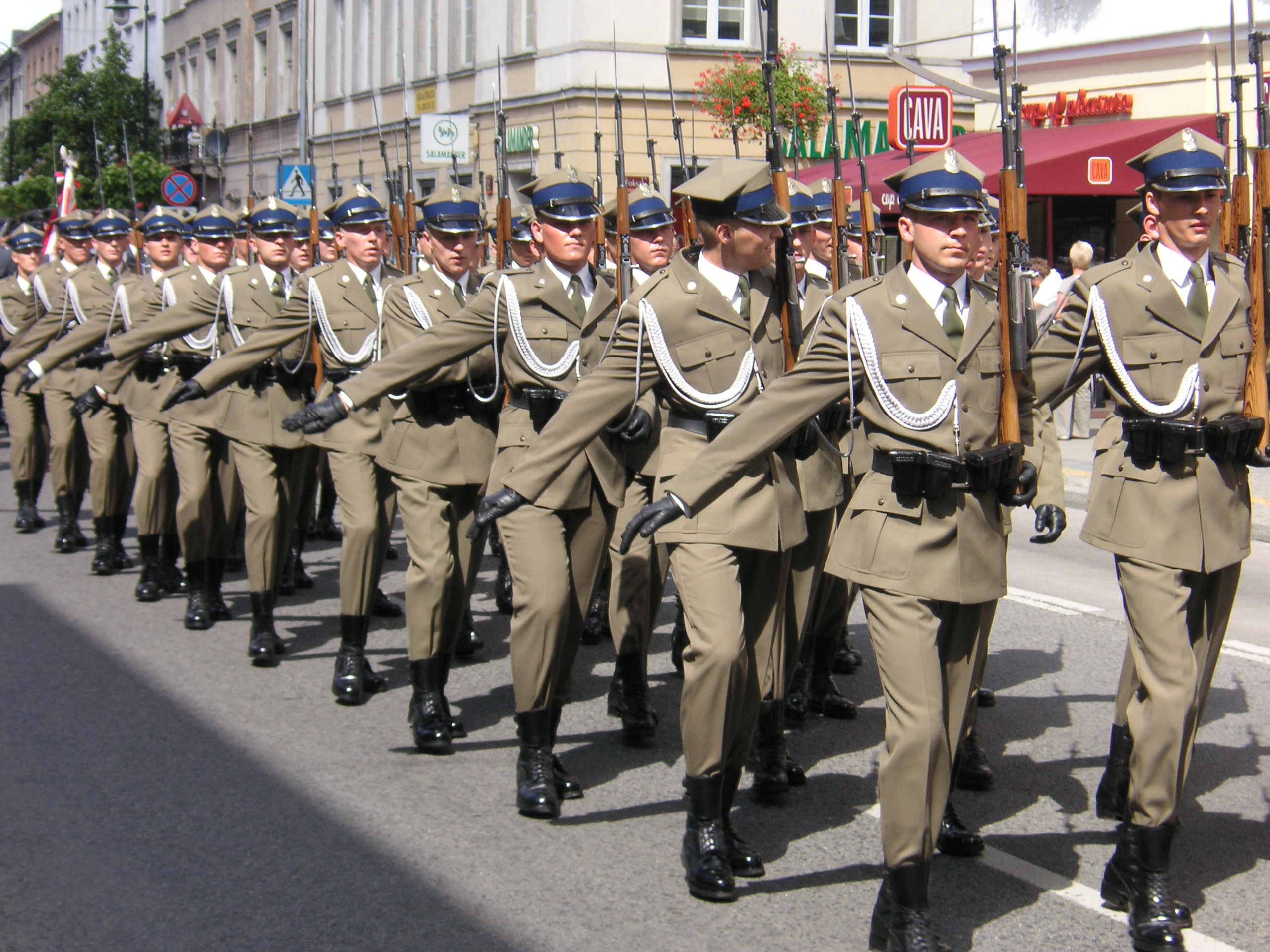
A companhia que representa o exército polonês
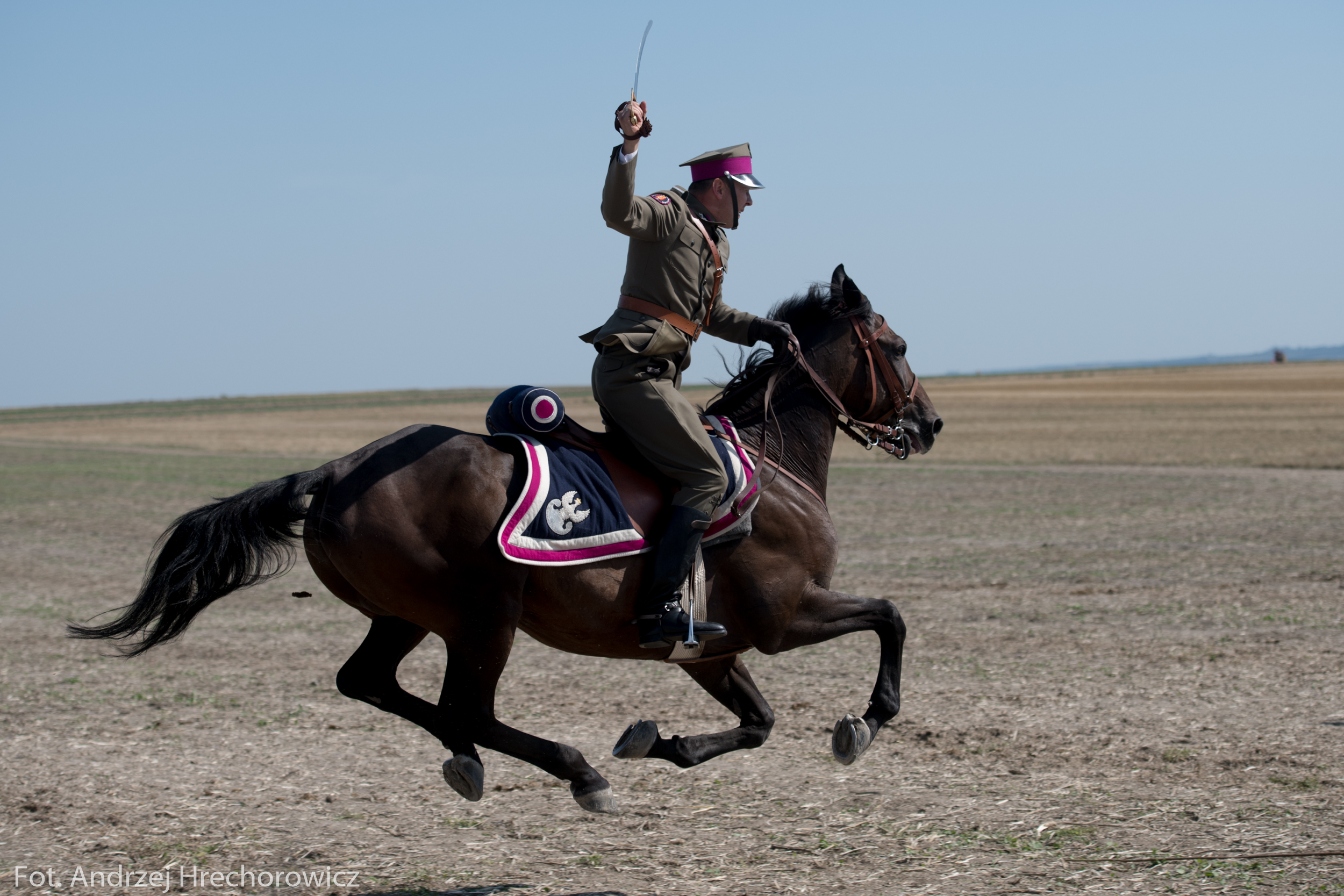
Ulan
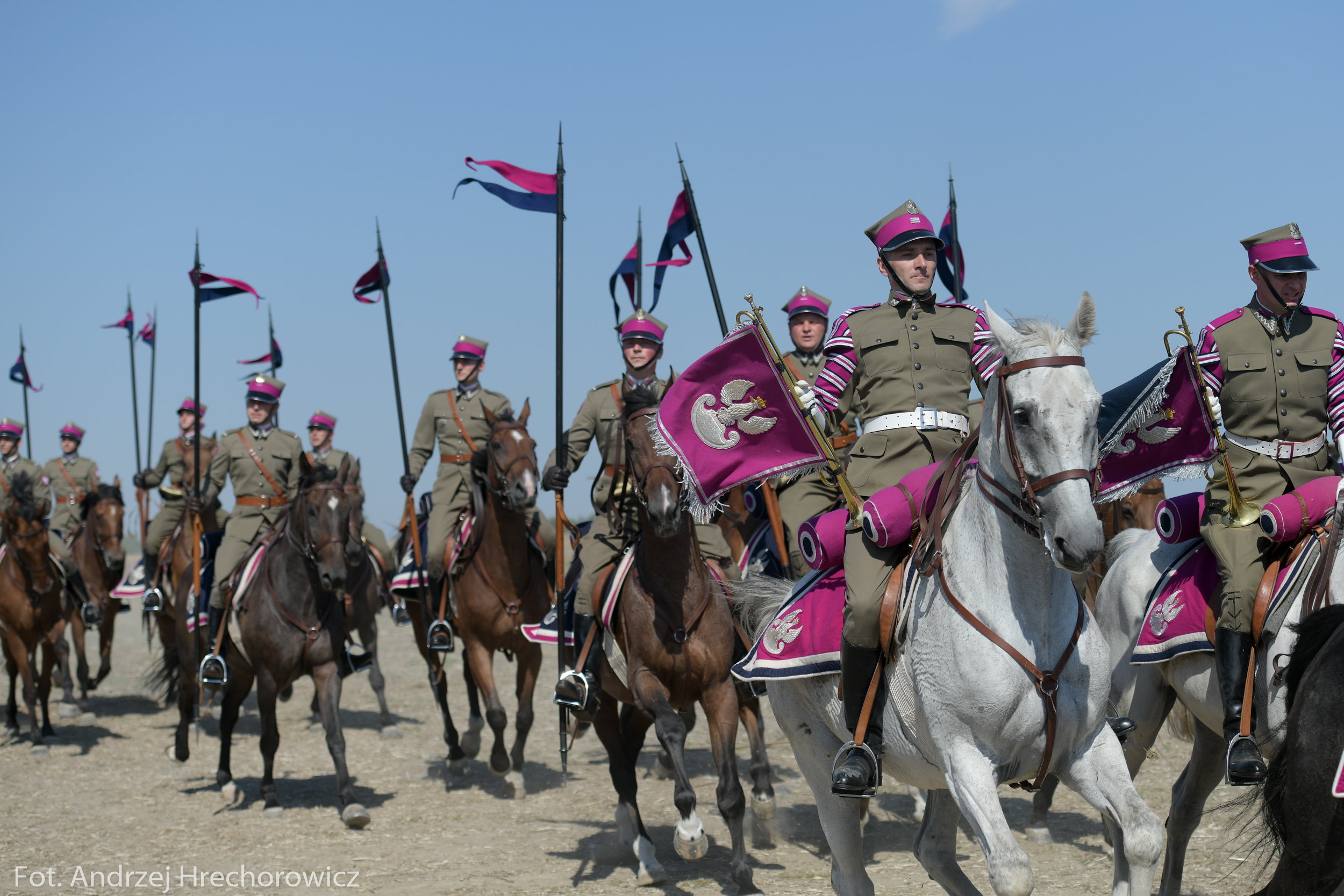
Esquadrão Representativo de Cavalaria do Exército Polonês
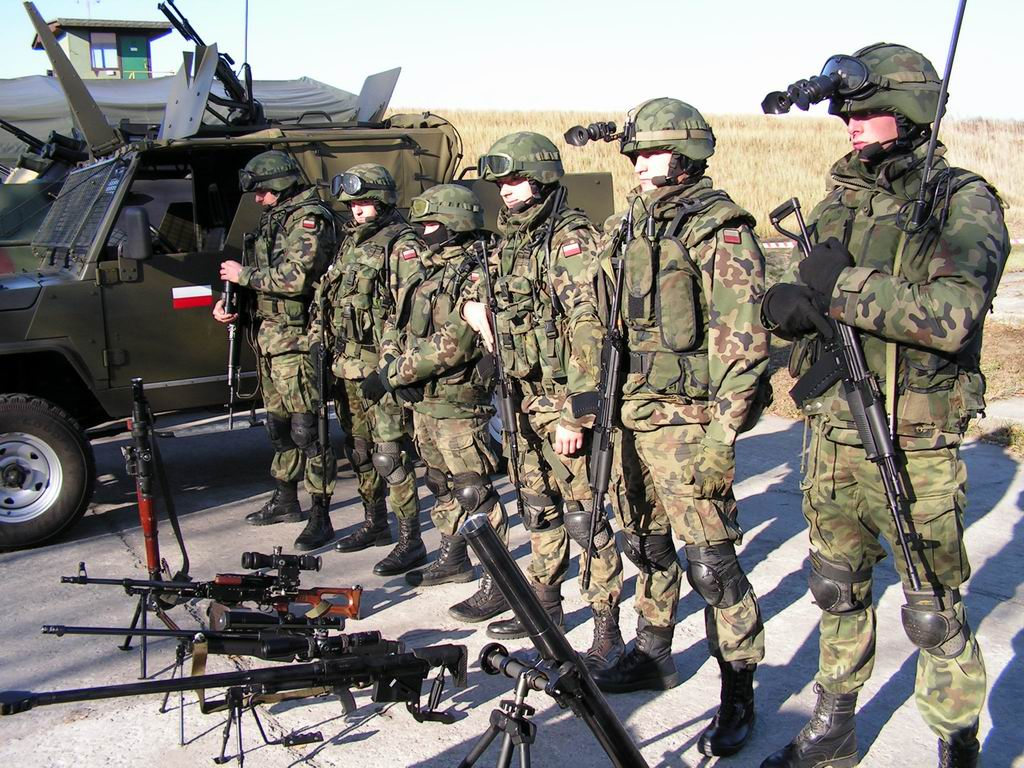
Militares da infantaria polonesa.
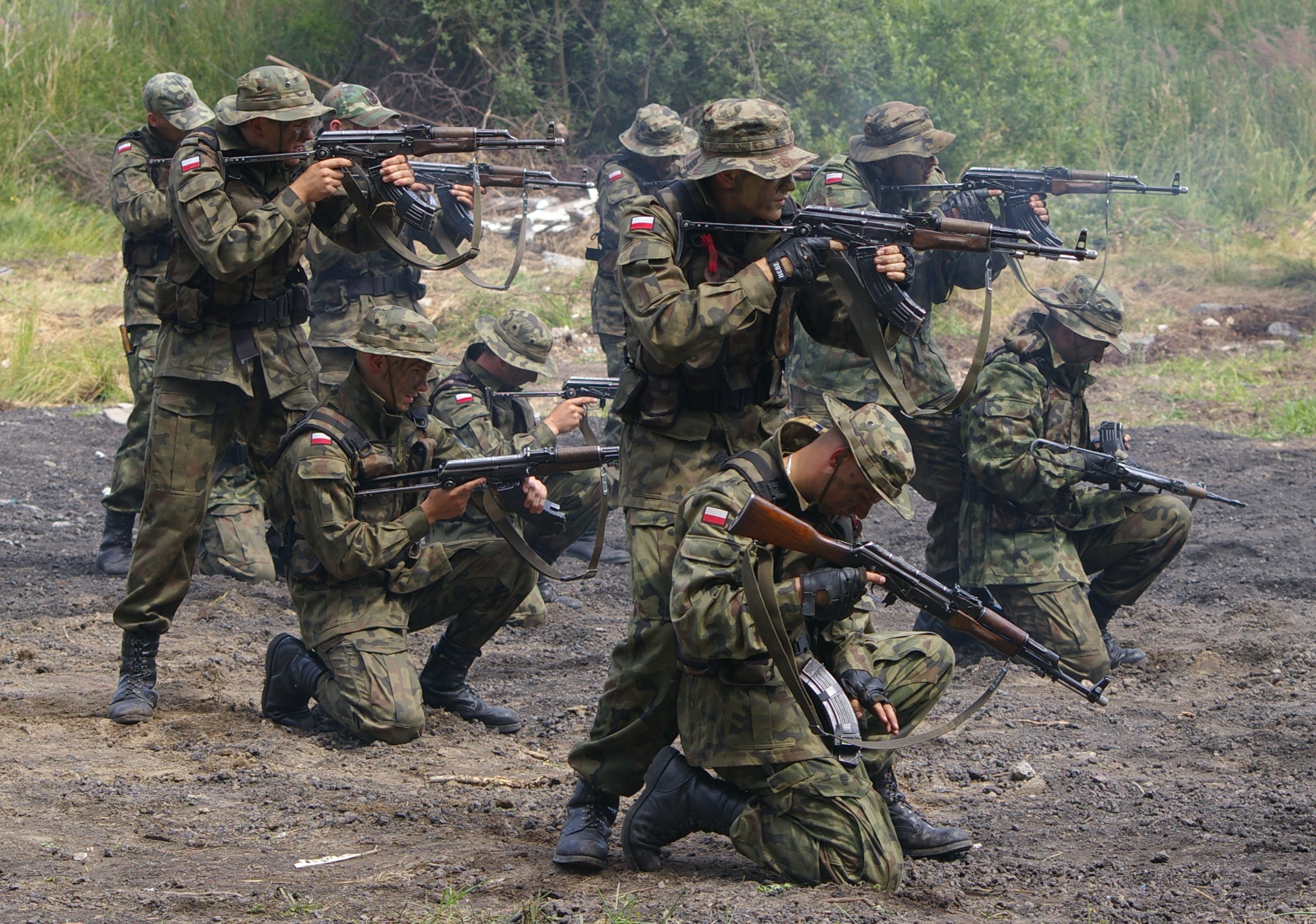
Soldados 12ª Divisão Mecanizada Szczecin
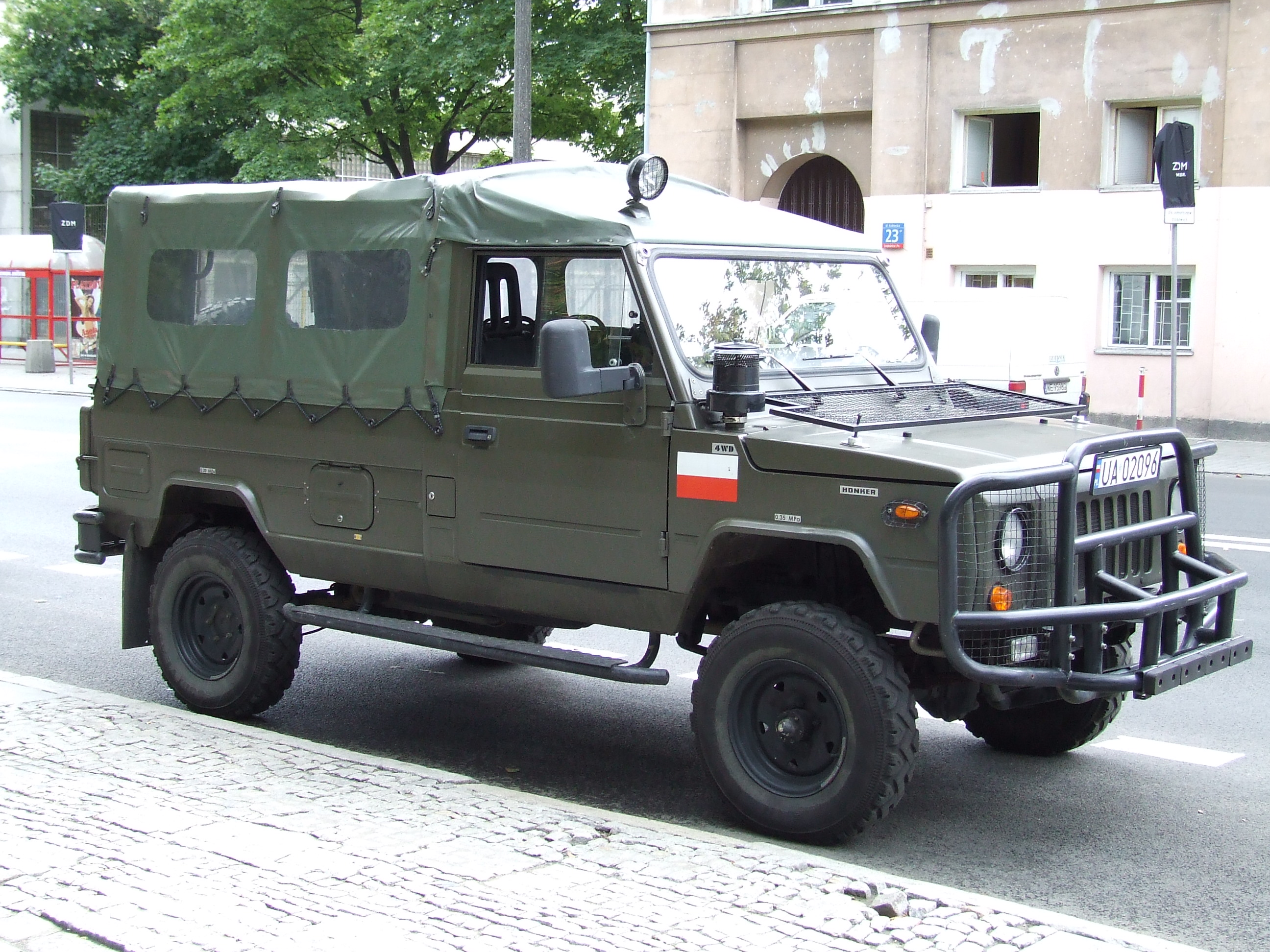
Tarpan Honker
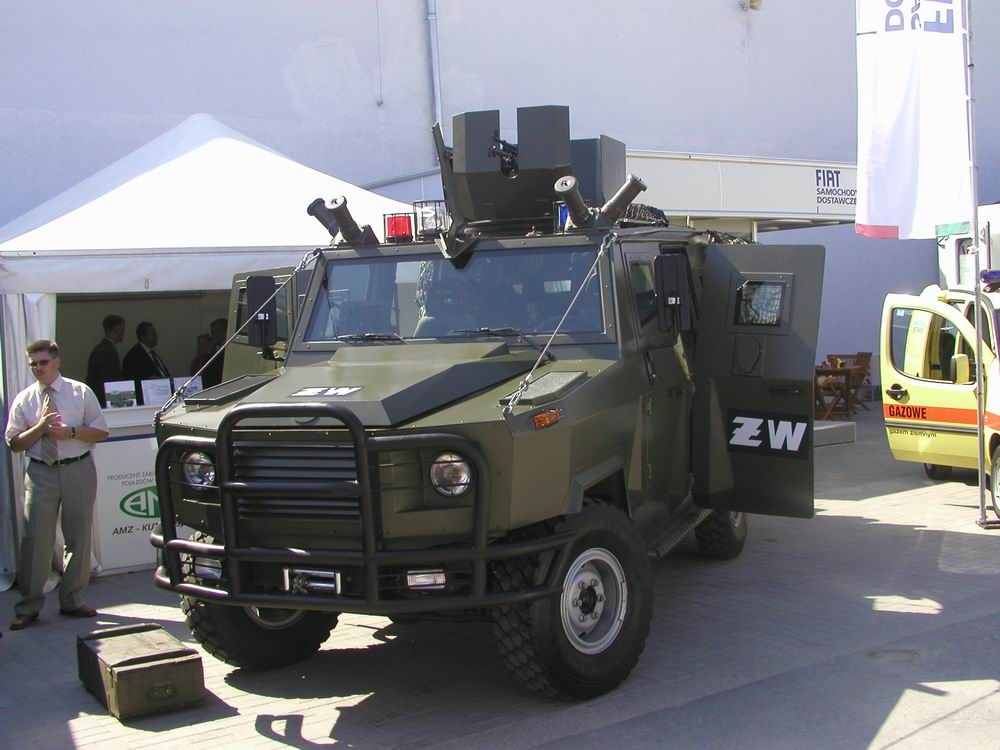
AMZ Dzik
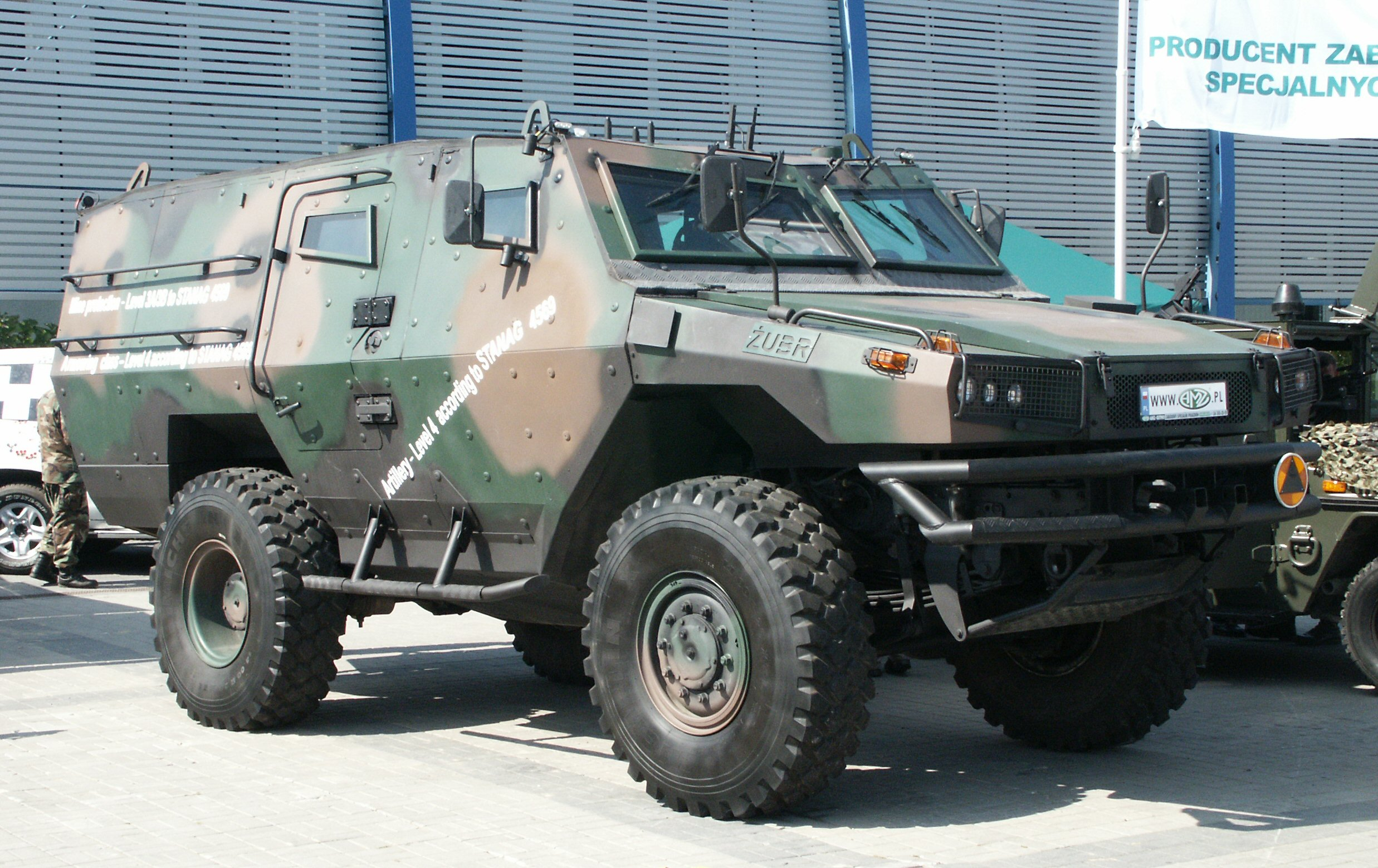
AMZ Żubr
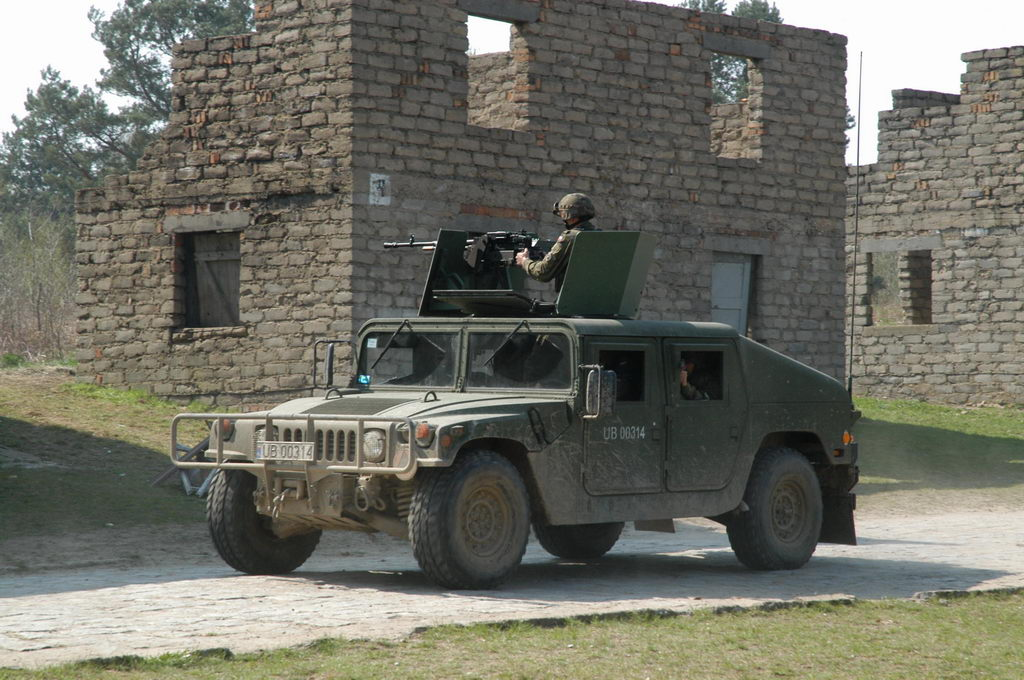
HMMWV
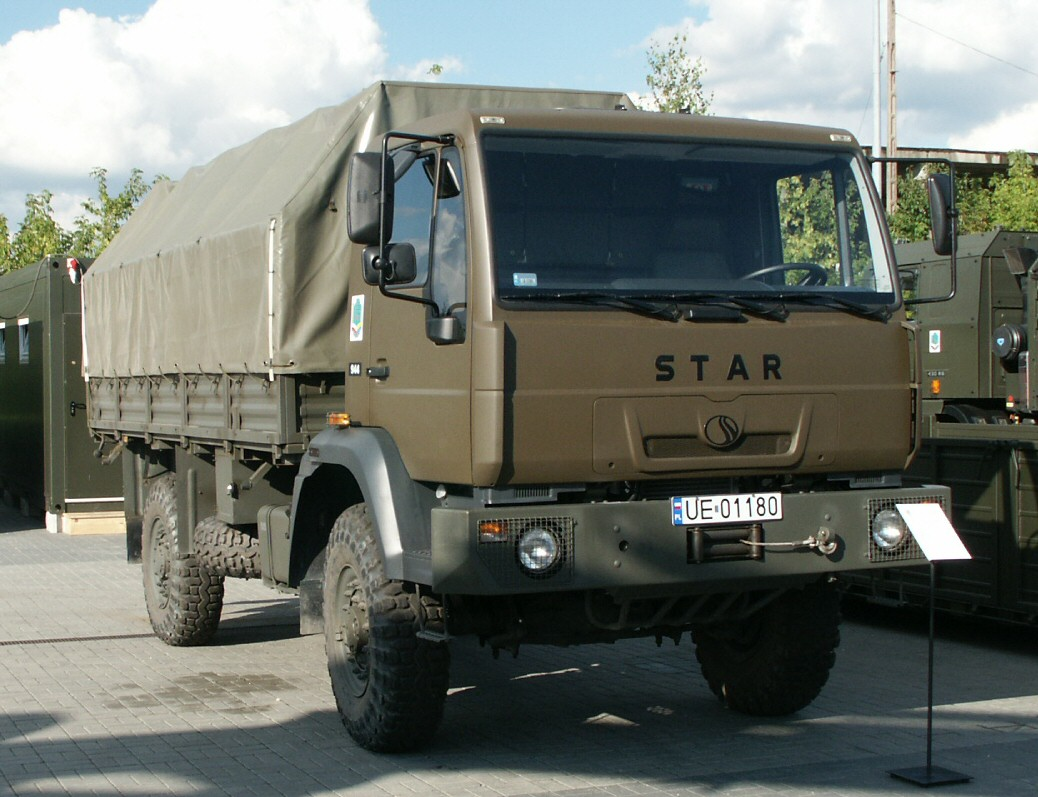
FSC Star
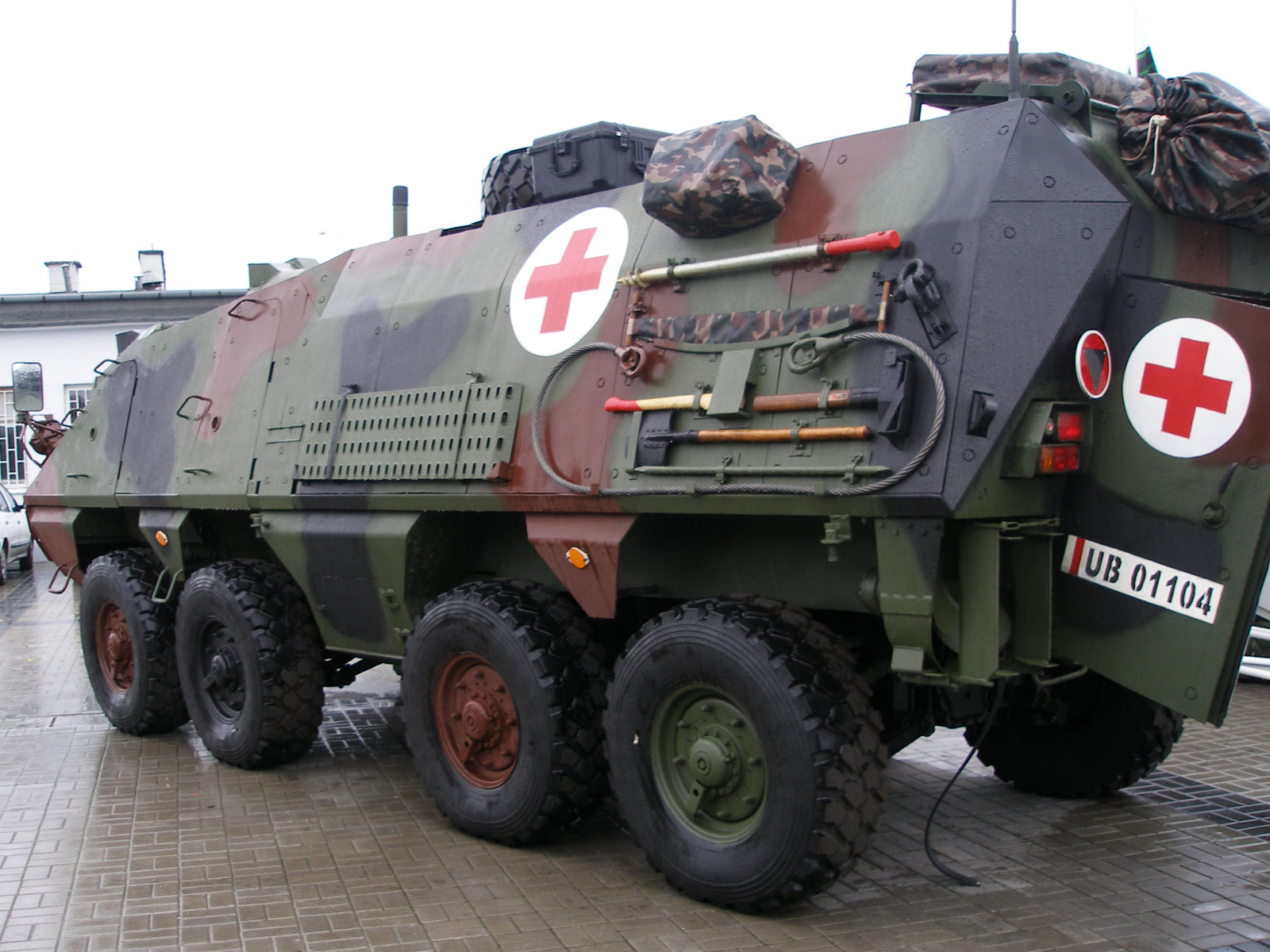
KTO Ryś
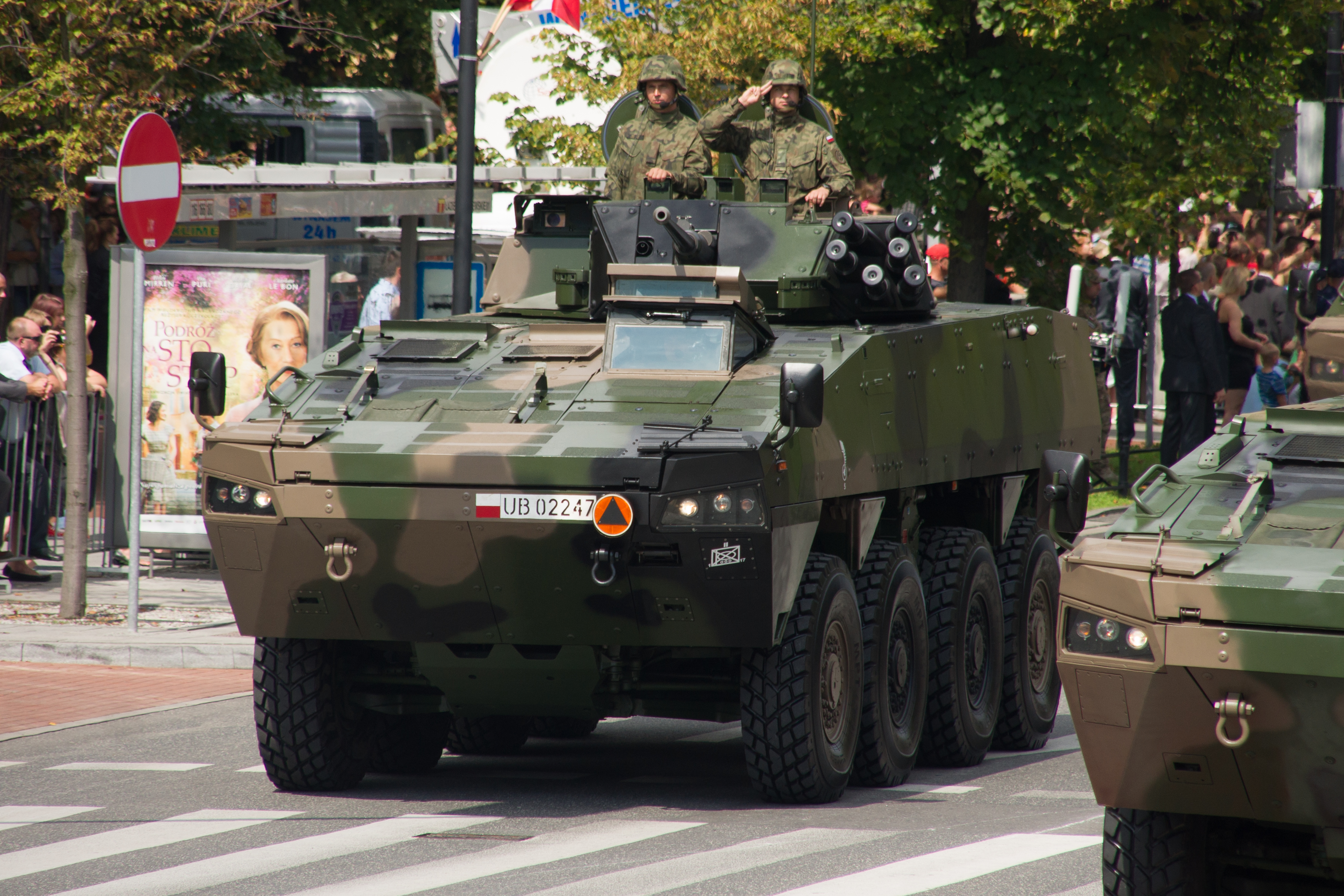
KTO Rosomak
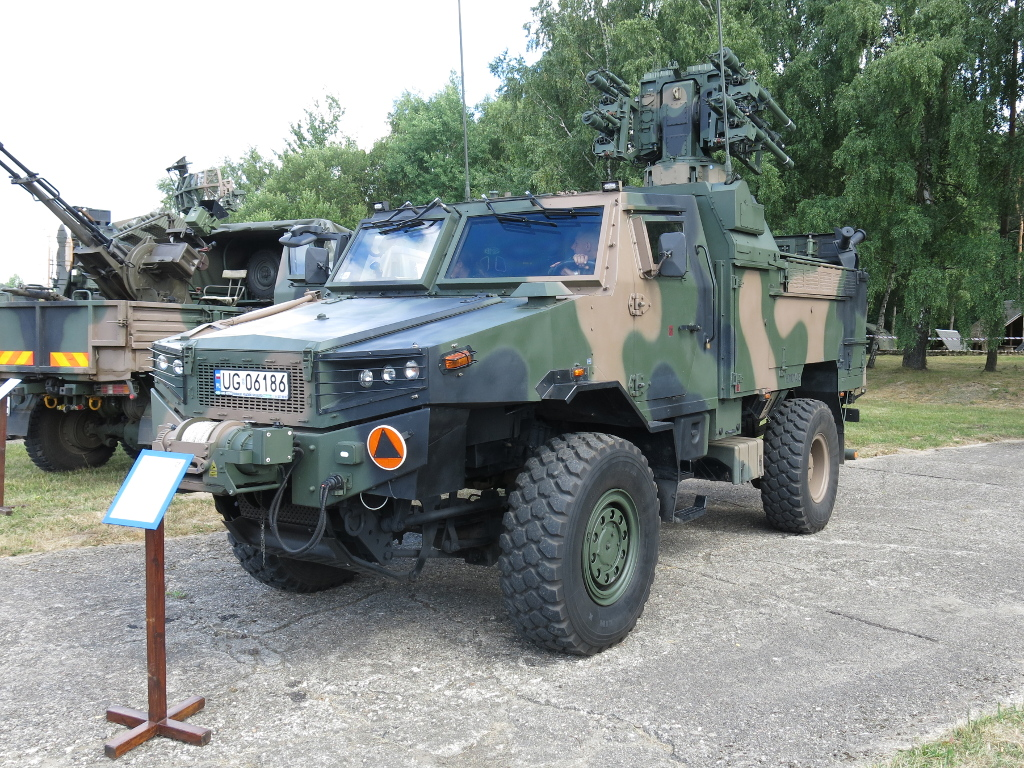
SPZR Poprad
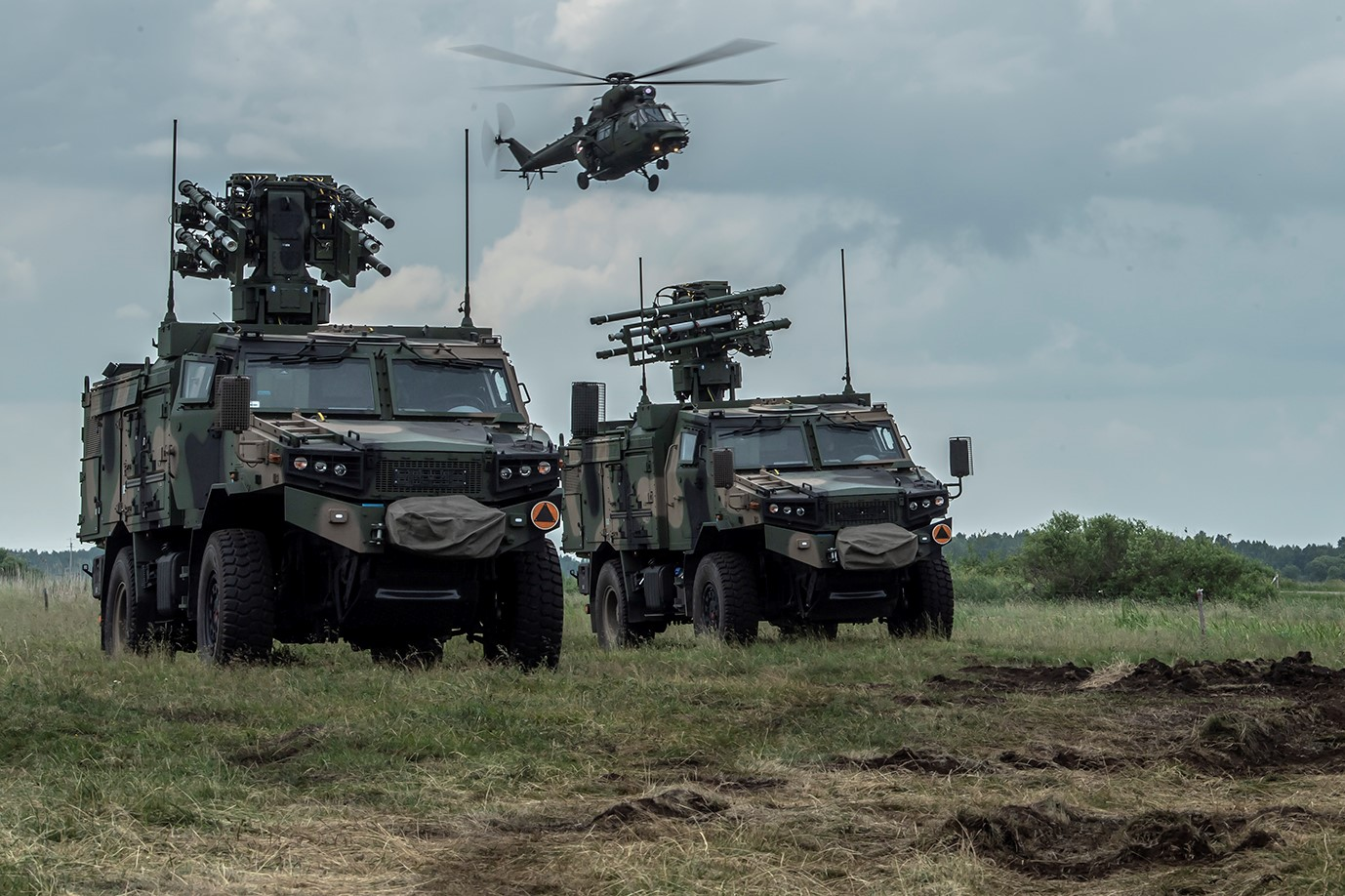
Veículos e helicópteros militares poloneses
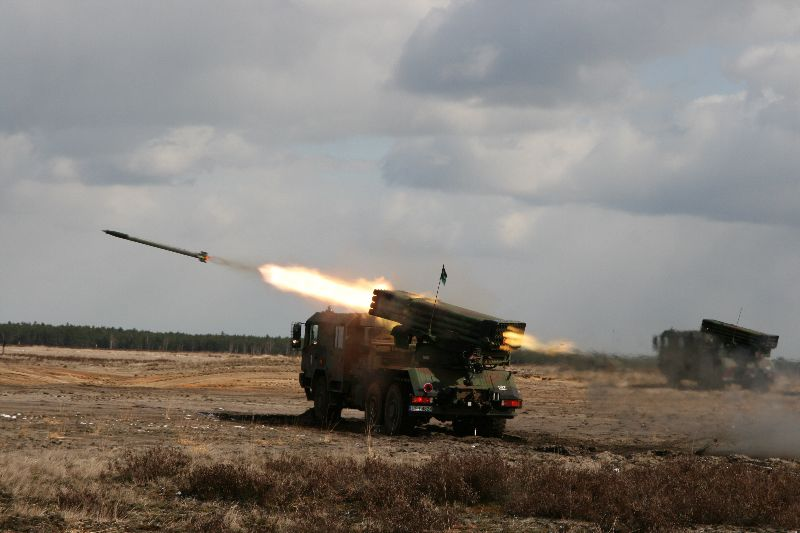
WR-40 Langusta
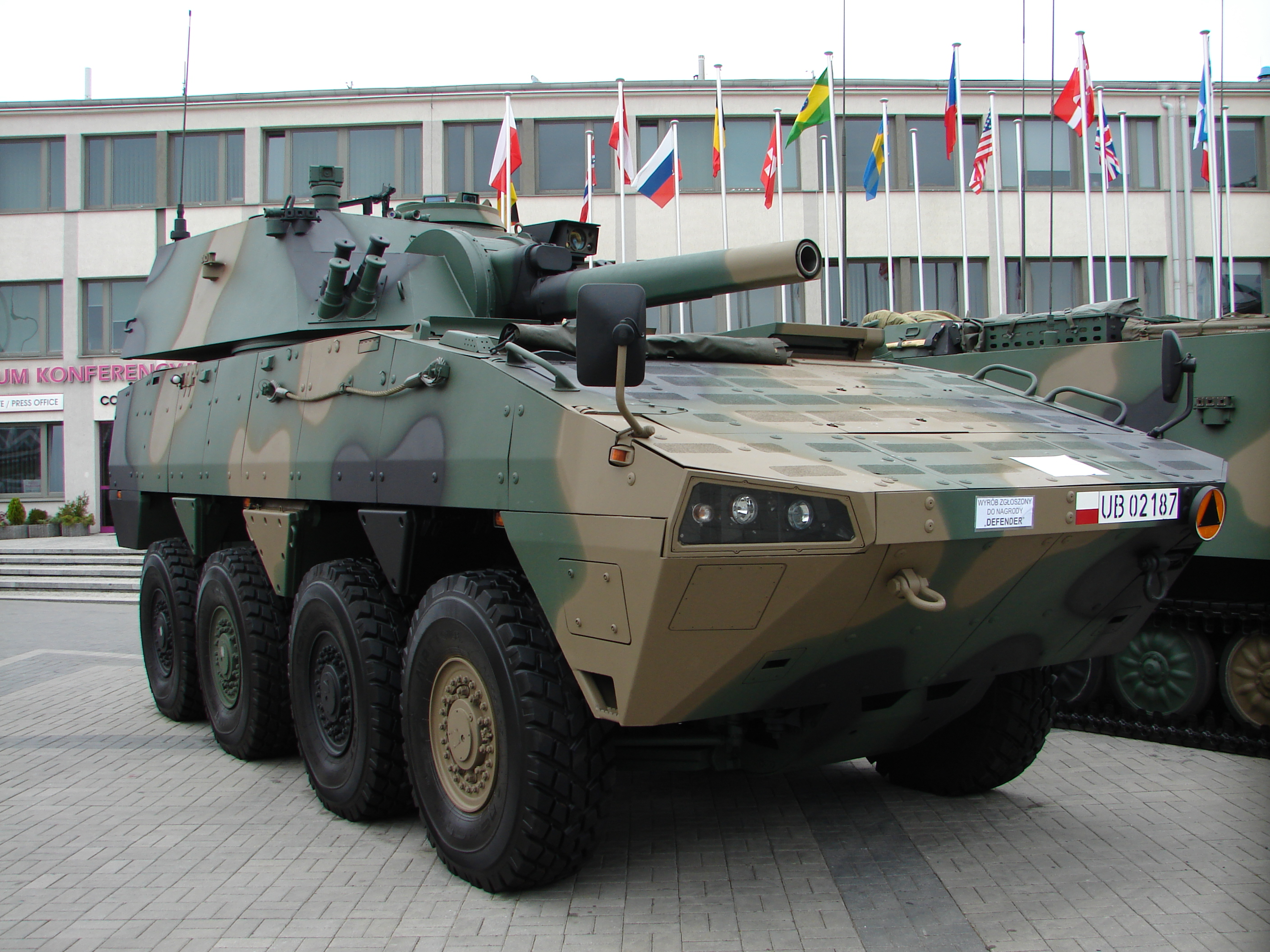
M120 Rak
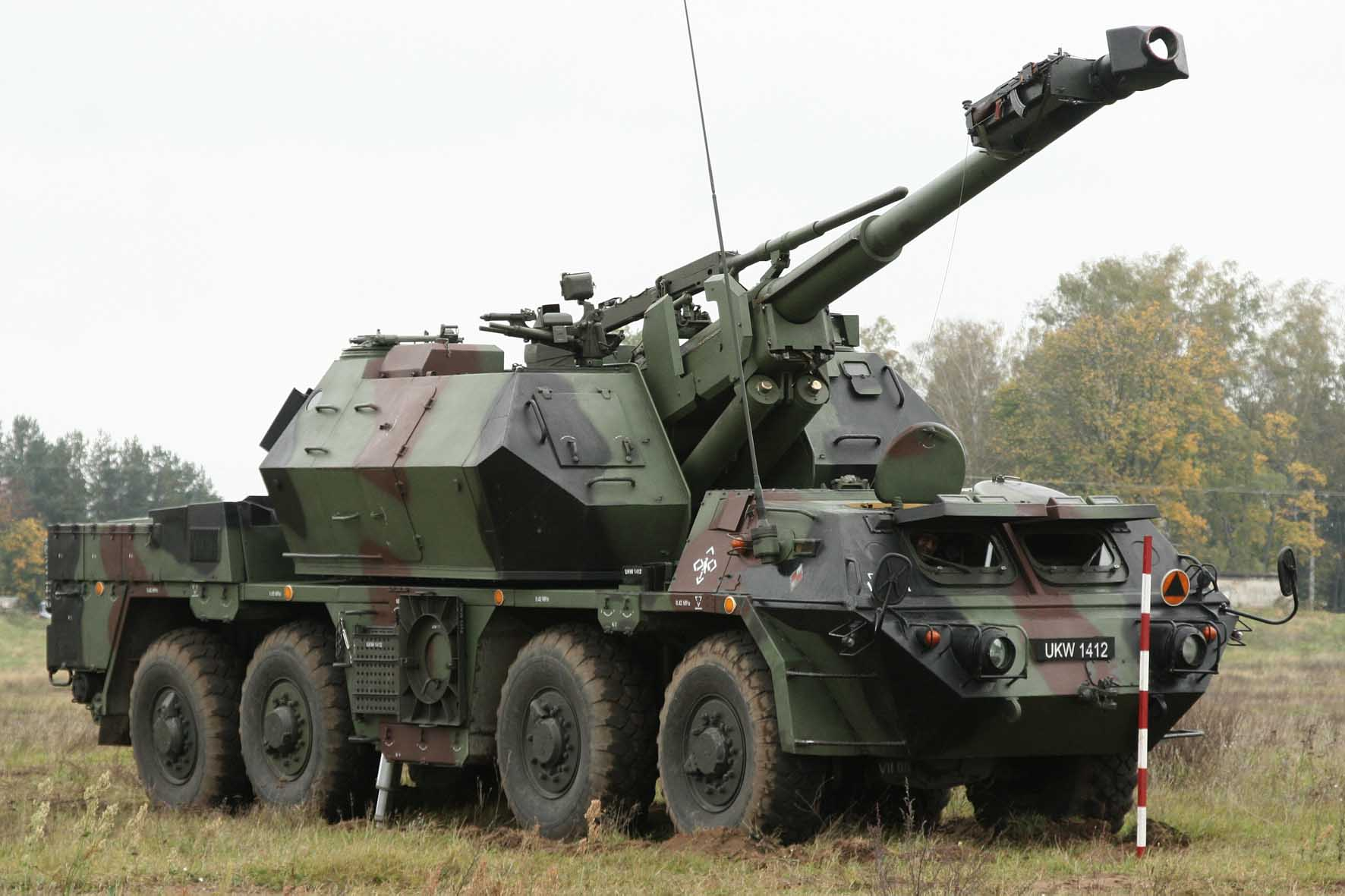
DANA
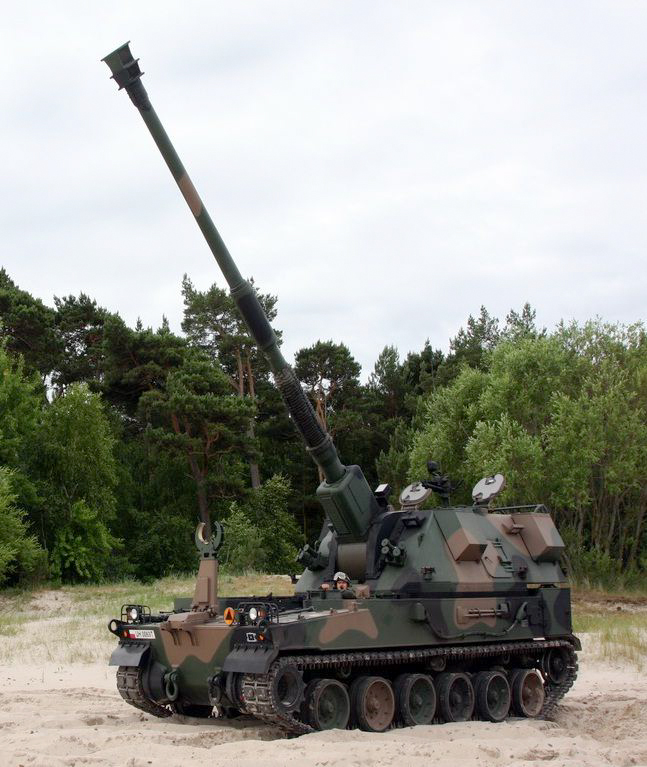
AHS Krab
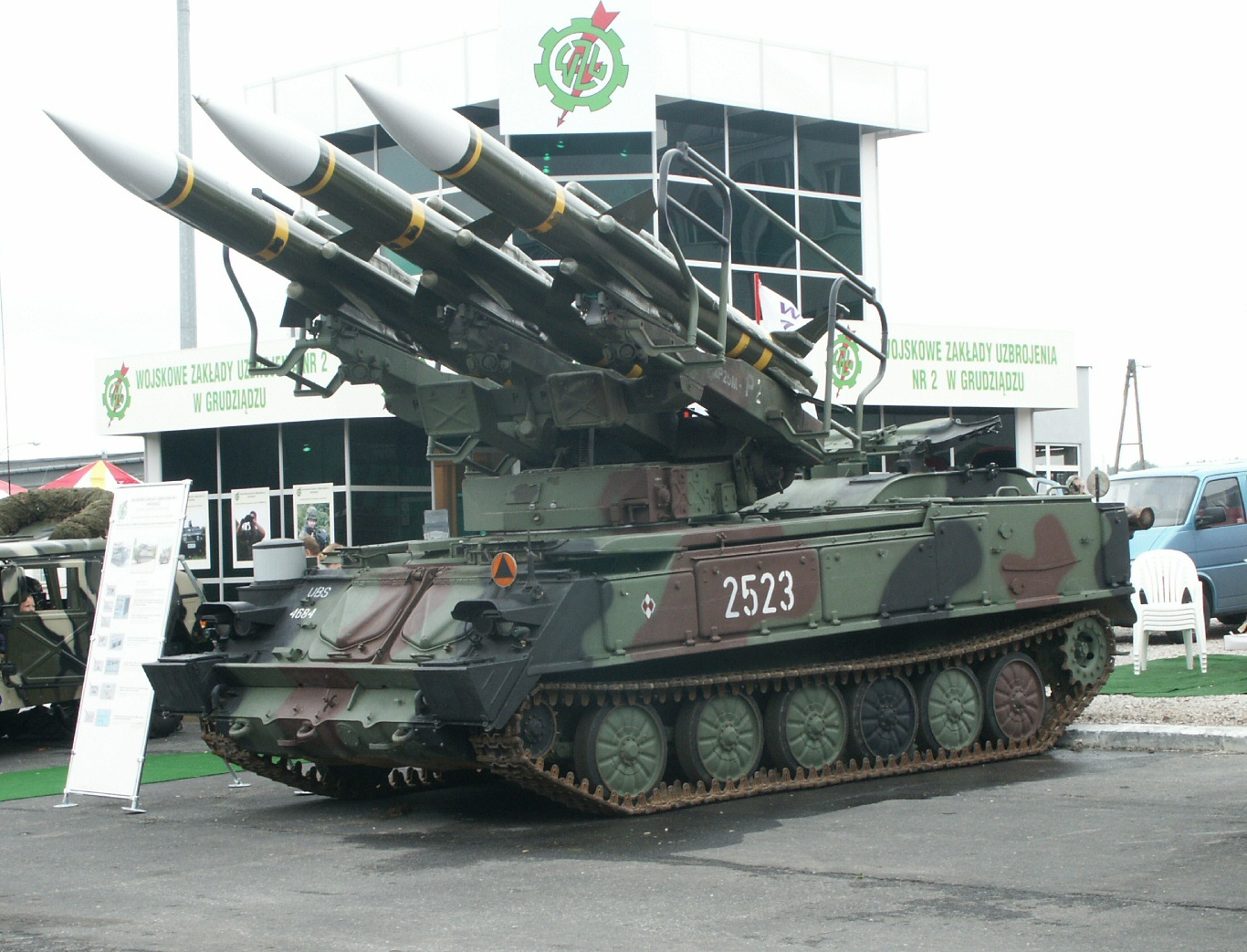
2K12 Kub
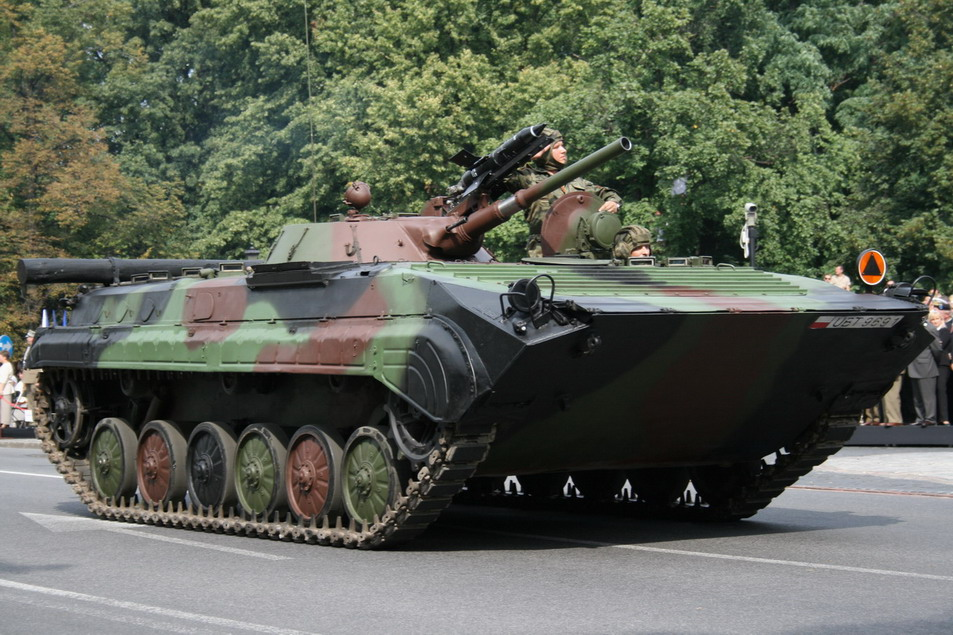
BMP-1
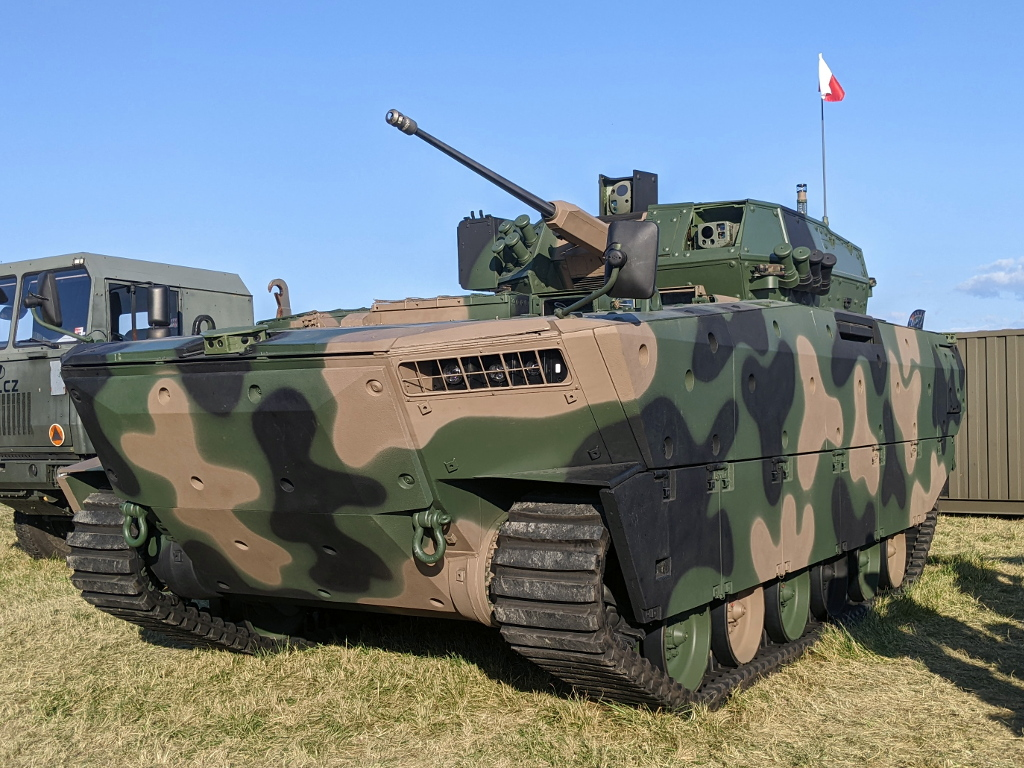
BWP Borsuk
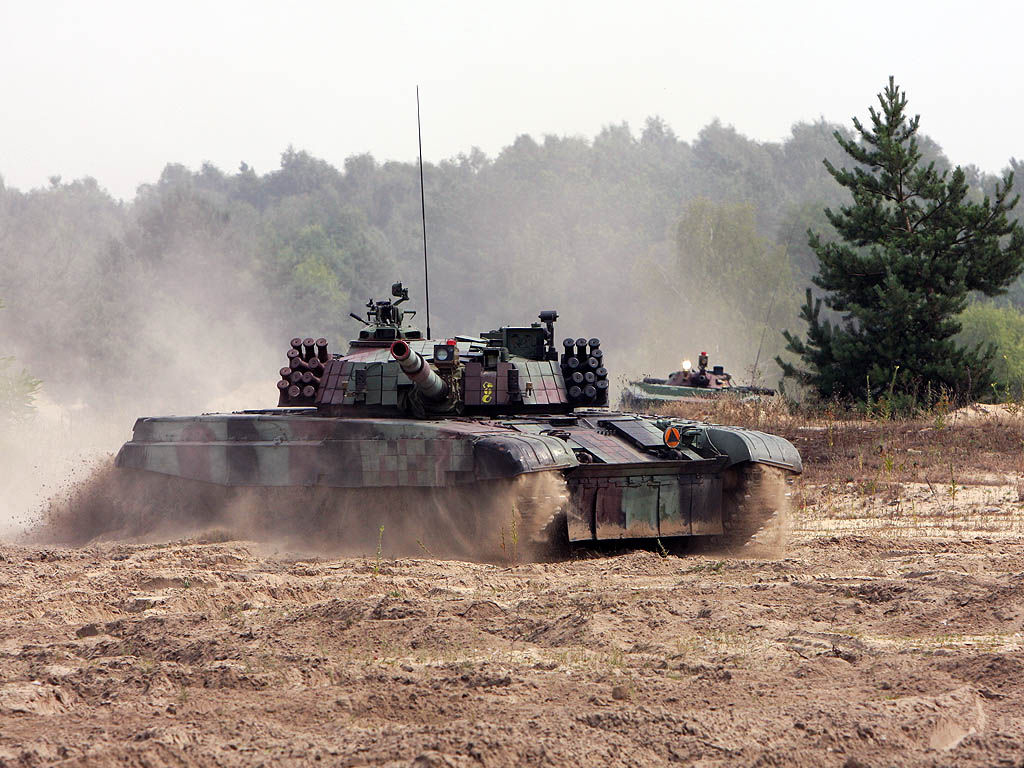
PT-91 Twardy
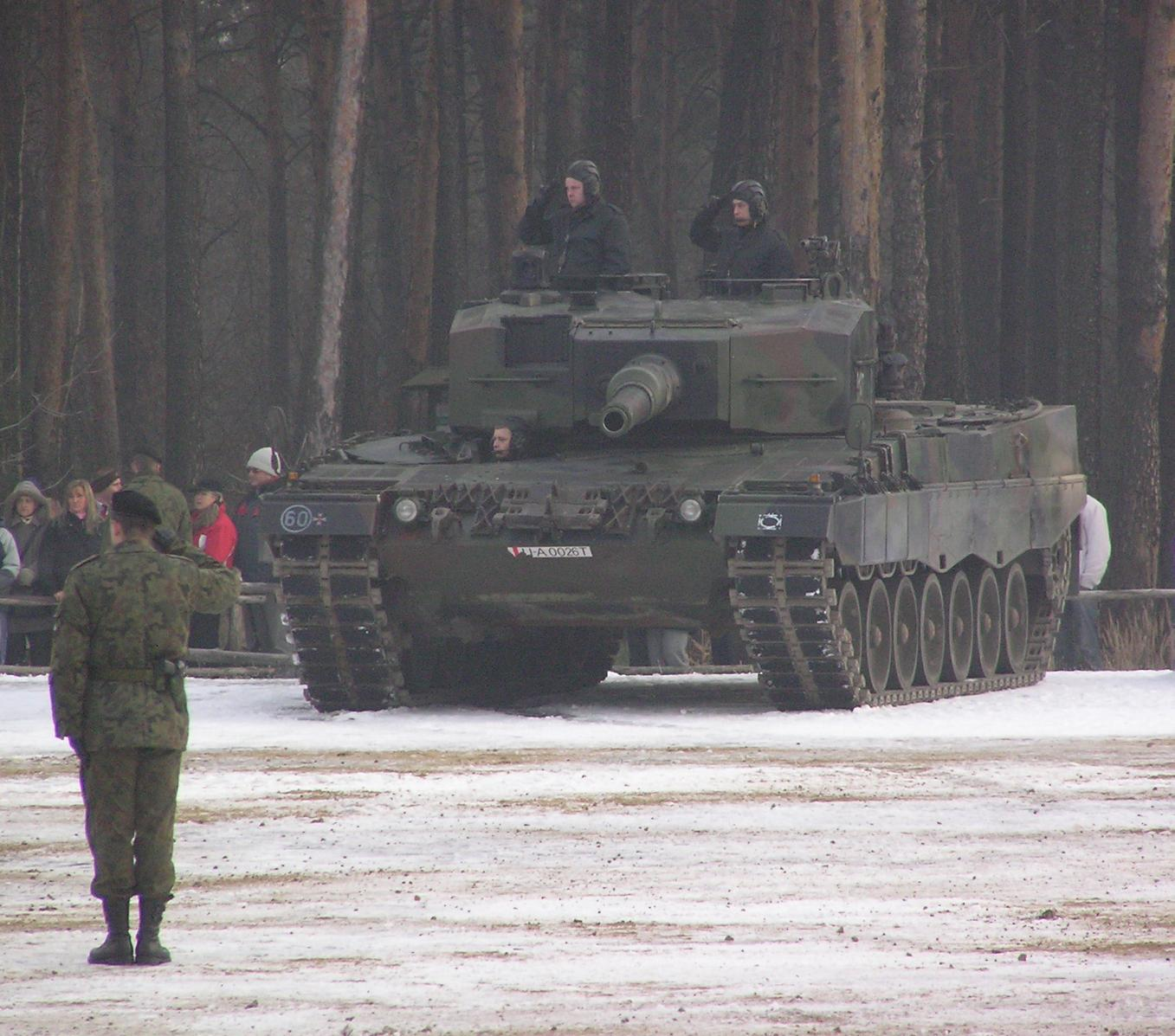
Leopard 2A4
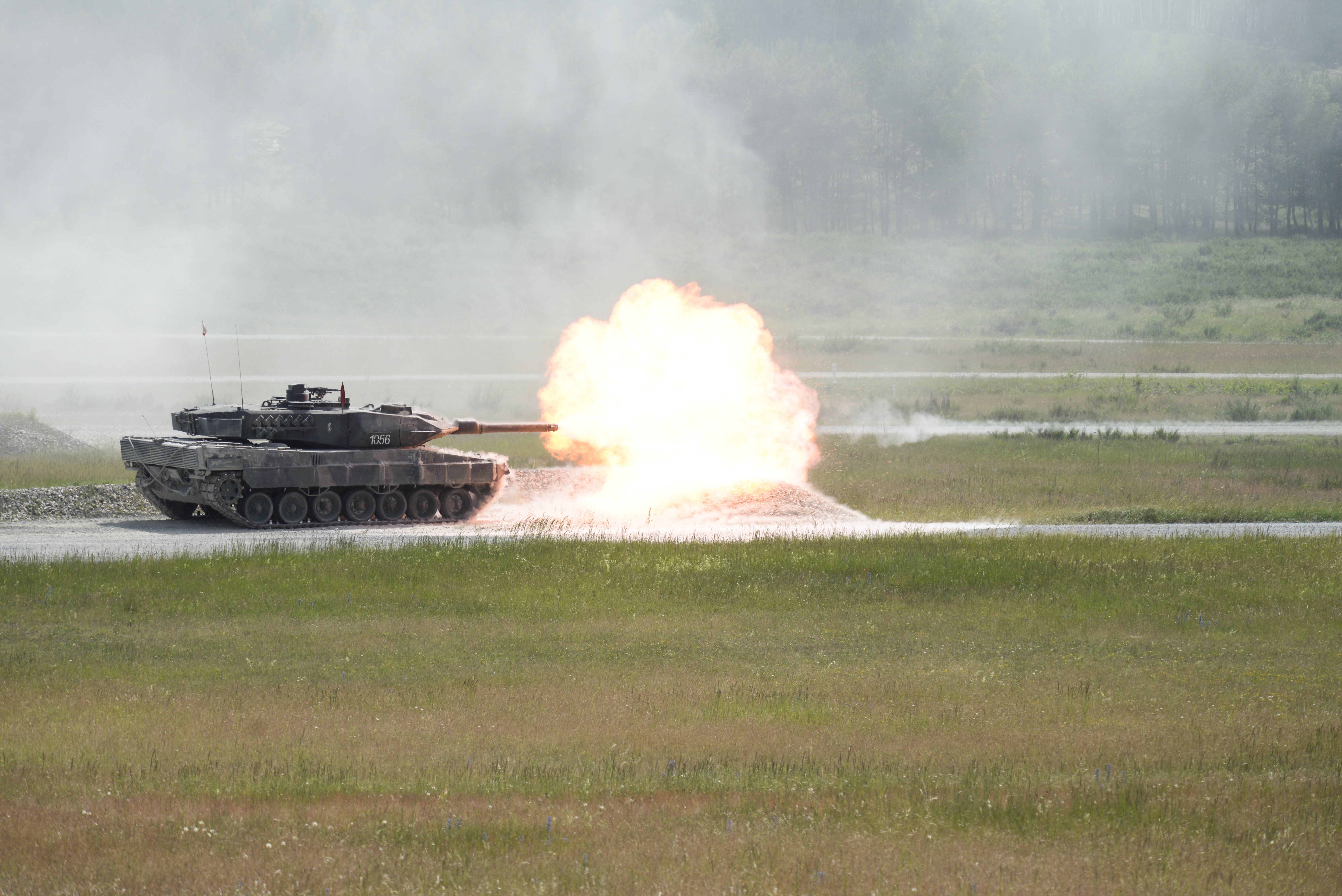
Leopard 2A5
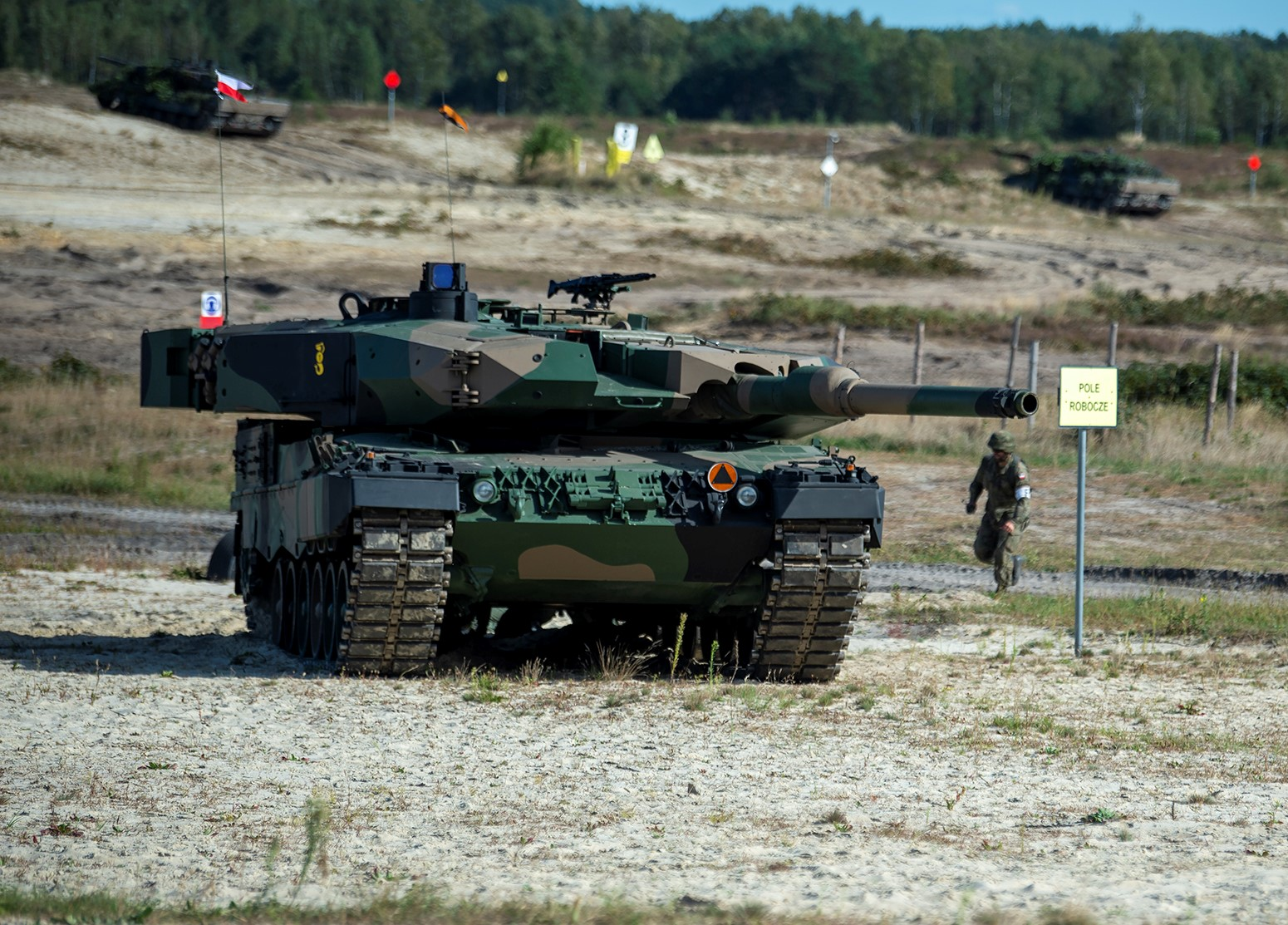
Leopard 2PL
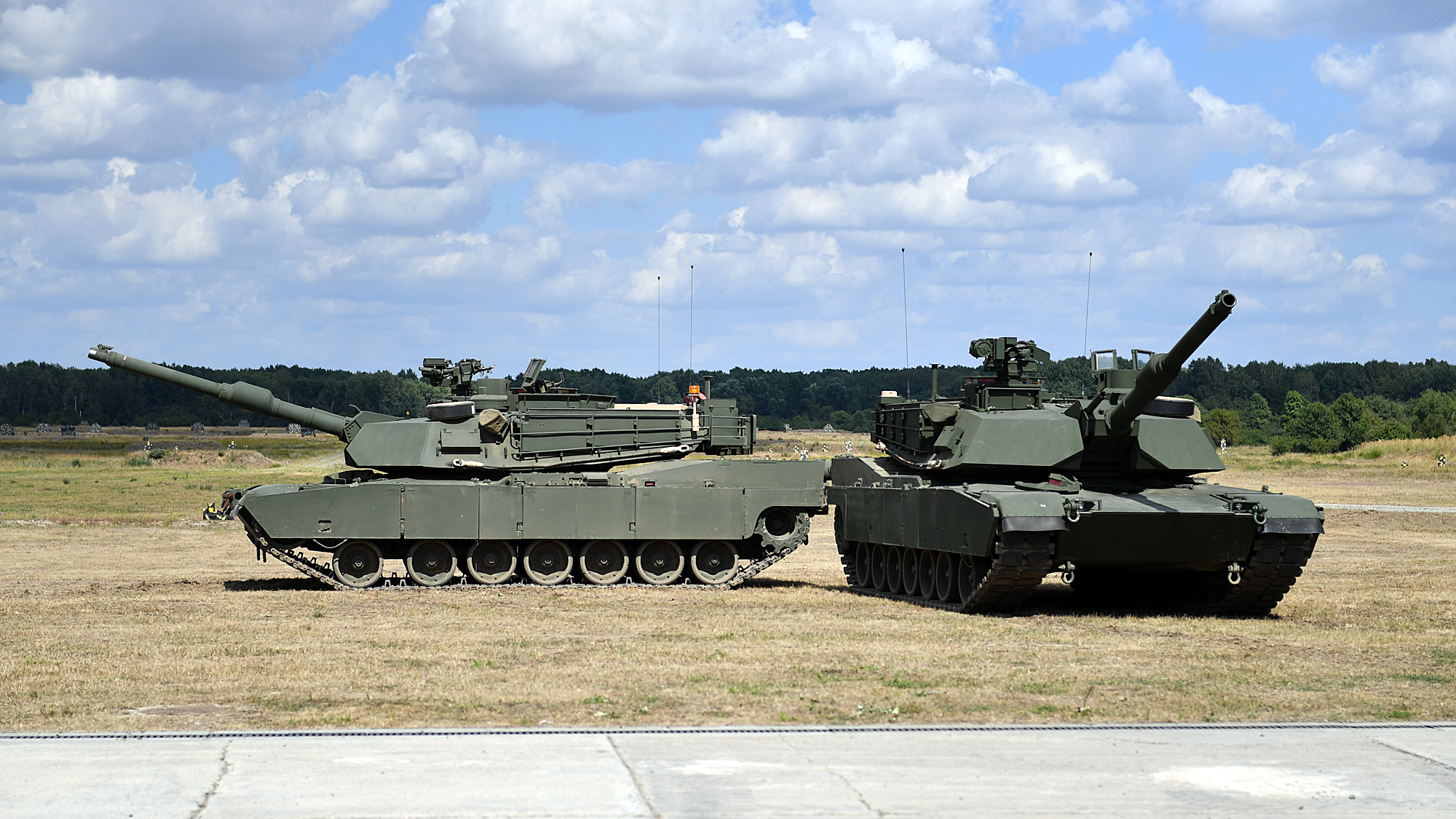
M1A2 Abrams, de fabricação americana, a serviço da Polônia

## Ver também

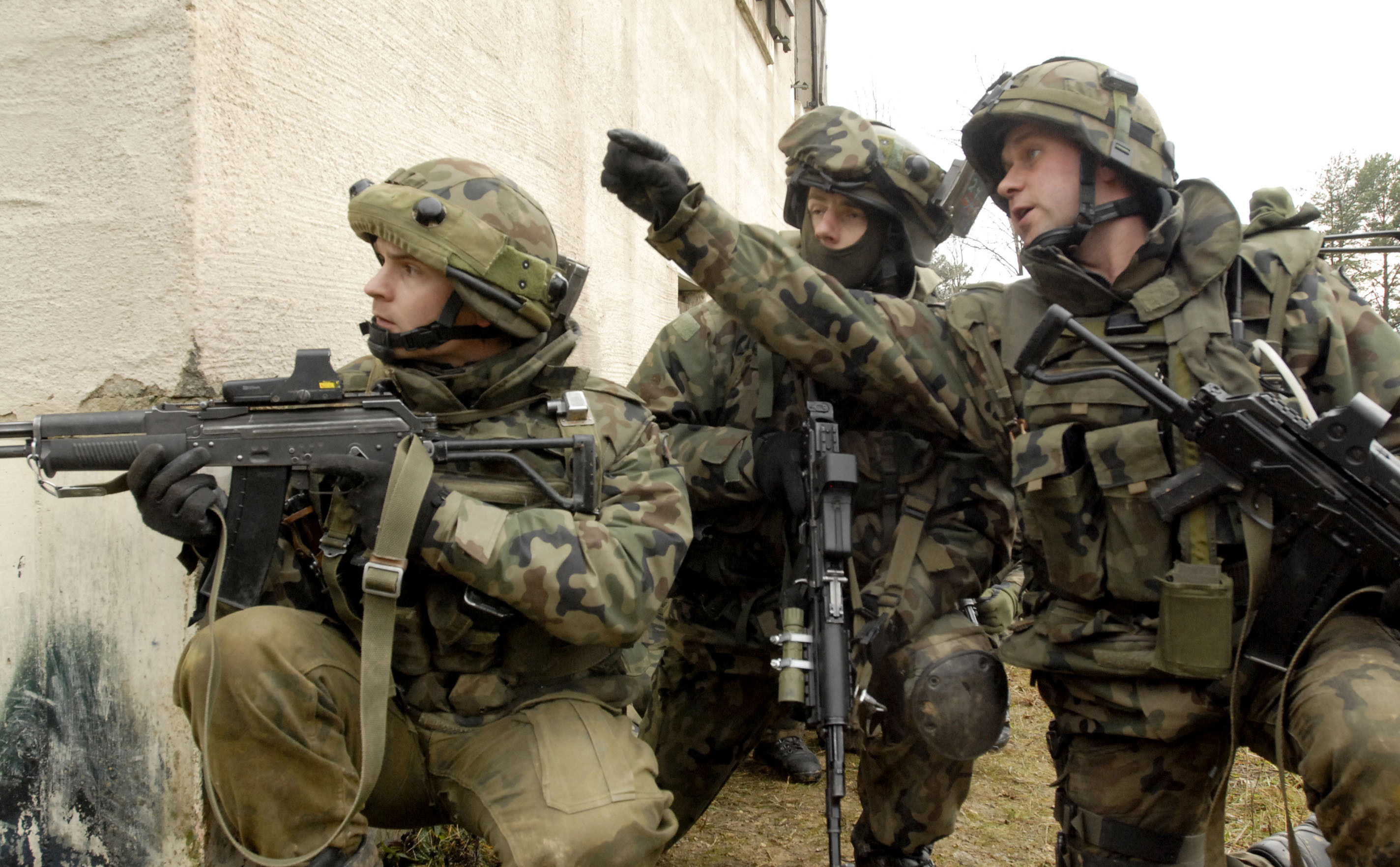
Soldados do exército polonês.